# Этсако
Этсако — народ, населяющий южную часть Нигерии. Численность около 274 тысяч человек (1995).

## Язык
Говорят на языке этсако эдоидной ветви бенуэ-конголезской семьи.

## Религия
Большей частью мусульмане-сунниты, а некоторые исповедуют местные верования.
(Аширов Н.)

## История
Являются выходцами из Бенина. Делятся на 9 племён, этот народ претерпел значительное влияние йоруба и нупе во 2-й половине XIX века. Последние принесли ислам.

## Быт
Ручное подсечно-огневое земледелие, незначительное скотоводство, разведение домашней птицы. Так же занимаются охотой и рыболовством. Из ремёсел получили развитие кузнечество, ткачество, резьба по дереву. Поддерживают торговые отношения с соседними народами.

## Жизненный уклад
Община состоит из больших семей с билатеральным счётом родства. Брак бывает как вири-, так и уксорилокальным. Существует большое количество разных брачных обрядов.

## Жилище
Поселения линейного типа, когда европейцы начали колониальную практику, племена эстако начали селиться вдоль новых дорог.

## Одежда
Кусок белой или бело-синей материи, обёрнутый вокруг тела. Теперь с элементами европейского костюма.